# Manuel Tornare

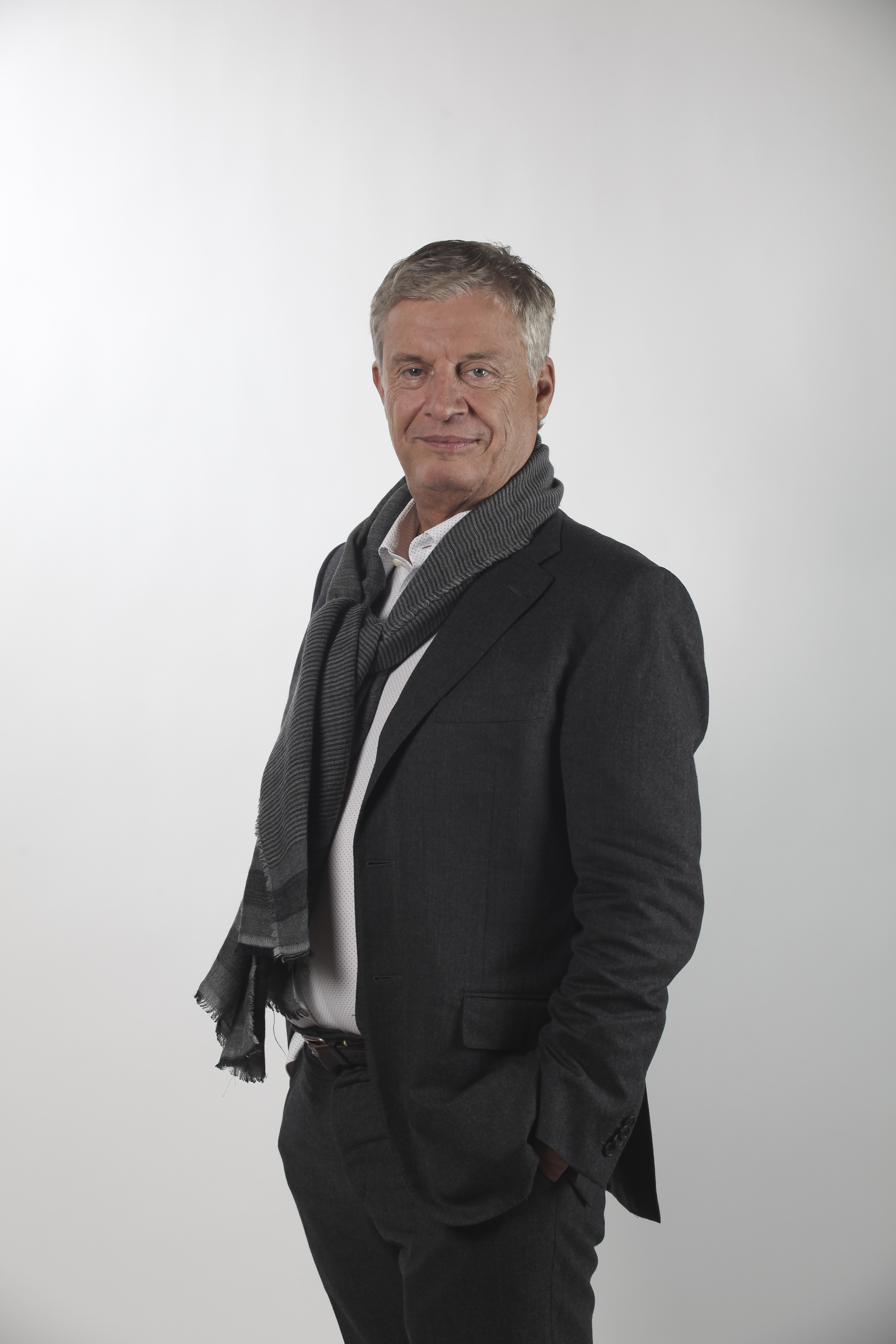
Manuel Tornare (2019)

Manuel Tornare (* 20. April 1951 in Genf, heimatberechtigt in Genf) ist ein Schweizer Politiker der Sozialdemokratischen Partei der Schweiz (SP). Er war von 2011 bis 2019 Mitglied des Nationalrates.

## Biografie
Nach dem Schulbesuch studierte Tornare Geisteswissenschaften an der Universität Genf und schloss das Studium mit einem Magister ab. Im Anschluss war er als Lehrer für Philosophie und französische Literatur am Collège Calvin tätig, ehe er zwischen 1984 und 1993 Doyen des Collège Sismondi war. Im Anschluss war er zuletzt von 1993 bis 1998 Direktor des Collège Candolle.
Seine politische Laufbahn begann Tornare, der 1973 Mitglied der Sozialdemokratischen Partei wurde, als er 1979 erstmals zum Mitglied des Gemeinderates (Conseil municipal) von Genf gewählt wurde, und diesem zwanzig Jahre bis 1999 angehörte. Anschliessend wurde er 1999 Mitglied des Administrativrates (Conseil administratif) von Genf und gehörte diesem zehn Jahre bis 2009 an. Als solcher war er dreimal, und zwar 2001, 2005 und 2008 als Stadtpräsident Bürgermeister (Maire) von Genf.
Im November 2009 erfolgte seine Wahl in das Kantonsparlament, den Grossen Rat (Grand conseil) des Kantons Genf.
Bei den Schweizer Parlamentswahlen 2011 wurde Tornare für die SP zum Mitglied des Nationalrates gewählt und gehört diesem seit dem 5. November 2011 an. Bei der Wahl erzielte die SP 19,1 % der Stimmen und kann somit drei der elf Vertreter des Kantons Genf im Nationalrat stellen. Bei den Wahlen 2019 trat er nicht wieder an.
Tornare war sowohl Präsident der Parlamentarischen Gruppe Schweiz-Baskenland als auch Co-Präsident der Parlamentarischen Gruppe für Menschenrechte. Daneben engagiert er sich als Mitglied des Stiftungsrats des Grand Théâtre de Genève sowie als Mitglied des Komitees der Ligue Internationale Contre le Racisme et l’Antisémitisme (LICRA).